# Simiskina solyma
Simiskina solyma är en fjärilsart som beskrevs av De Nicéville 1895. Simiskina solyma ingår i släktet Simiskina och familjen juvelvingar. Inga underarter finns listade i Catalogue of Life.